# Rob Halford
Robert John Arthur Halford (Sutton Coldfield, 25 de agosto de 1951), ou simplesmente Rob Halford é um músico inglês, vocalista das bandas Judas Priest, Halford, Fight e 2wo. Ele também é dono do seu próprio selo de gravação, o Metal God Entertainments. É considerado um dos melhores e mais influentes vocalistas do heavy metal, tendo um longo alcance vocal.
Halford foi um dos primeiros músicos de heavy metal a assumir sua homossexualidade perante a mídia. Ele se declarou "gay" em 1998, numa entrevista dada ao MTV News.
Rob Halford foi eleito pelo canal de TV VH1 como vocalista com timbre de voz mais alto. Ficou em 4° lugar na lista dos "50 Melhores Vocalistas de Rock e Metal" do site Loudwire.

## Biografia

### Judas Priest
Rob Halford começou sua carreira no Judas Priest em 1973, indicado pela namorada de K.K.Downing (que disse à época ter uma amiga que tinha um irmão que cantava divinamente bem). Downing foi ouvi-lo cantar em um show de uma banda antiga de Halford, chamada Lord Lucifer, e se impressionou com a diversidade de timbres que a voz de Halford continha, mas principalmente por seus agudos marcantes, sua marca registrada até hoje. Após 1 ano com Halford, a banda lança seu álbum de estréia (Rocka Rolla). Halford seguiu como frontman do Judas Priest de 1973 a 1992, retornando com a banda em 2004 até os dias atuais, lançando um total de 19 álbuns com a banda.

### Fight
Halford nunca escondeu sua paixão por metal, e especialmente por metal extremo, como o Thrash Metal, chegando certa vez a referir o som do Slayer como "Metal pegando fogo". Halford profundamente influenciado por Pantera, resolve montar uma banda de Groove Metal, nomeada de Fight, convidando musicos jovens para fazer parte da banda, inclusive o baterista do Judas Priest: Scott Travis. Rapidamente a banda lança seu disco de estréia (War of Words), e ainda lança mais dois discos (sendo um álbum inteiro e um EP ao vivo). A banda chega ao seu fim em 1996.

### Two
Halford sempre teve sua veia experimental, e nesse rápido projeto ele fez um som mais industrial, flertando com o gótico. Nesta mesma época ele assume sua homossexualidade perante a mídia, sendo o músico de heavy metal mais influente a fazê-lo, além de ser um dos primeiros. Halford afirma que descobriu sua orientação sexual ainda na infância.

### Halford
De volta as raízes, Halford monta sua banda solo de Heavy Metal. Seu álbum de estréia é aclamado pelo público e pela crítica especializada como sendo um de seus melhores trabalhos, a banda segue tocando em diversos festivais famosos, inclusive passando pelo Rock In Rio 3, ao lado do Iron Maiden. A banda lança mais dois discos (Um álbum duplo ao vivo, com músicas gravadas em diversos países como Russia e Brasil, e mais um álbum de estúdio, intitulado de Crucible). Ao fim de 2003 a banda entra em um processo de estagnação, ao mesmo tempo em que ocorrem as negociações sobre a volta com o Judas Priest. A banda só volta a lançar material novo em 2009. Atualmente a banda Halford se encontra lançando seu mais novo trabalho de estúdio Halford IV - Made Of Metal.

## Vida Pessoal
A partir de 2014, Halford viveu nos EUA, mas também manteve uma casa em Walsall, Reino Unido.
Halford é multi-instrumentista e consegue tocar vários instrumentos musicais, incluindo guitarra, baixo, gaita, teclados e bateria.
Em entrevista ao Motor Trend, ele revelou que possuía uma variedade de carros clássicos, incluindo um Aston Martin DBS dos anos 1970, um Chevrolet Corvette e um Mercury Cougar. Ele não tinha carteira de motorista até os 38 anos; em 2010, seu carro principal era um Cadillac DTS de 2006.
Halford passou por duas cirurgias; cirurgia nas costas em 2013 e cirurgia de hérnia umbilical em 2014.

### Orientação sexual
Em 1998, Halford revelou publicamente sua homossexualidade. Emocionado, ele disse: "É um momento maravilhoso quando você sai do armário. Agora que fiz isso, me libertei. [...] Obviamente, este é apenas um dia maravilhoso para mim".
Halford se descreve como "o imponente homo do heavy metal" e diz que seu anúncio foi "a melhor coisa que eu poderia ter feito por mim". Ele também explica que não anunciou mais cedo devido ao medo de causar danos a si mesmo.
Halford fala negativamente sobre a discriminação que a comunidade LGBT ainda enfrenta em algumas partes do mundo. Quando perguntado sobre seus pensamentos sobre se sua posição como líder do Judas Priest abriu a porta positivamente para alguns, ele explicou: "Isso aconteceu comigo. Vou tentar resumir isso o mais rápido possível. Fiquei longe do Judas, na época, eu estava liderando uma banda chamada 2wo com John 5, que agora está tocando com o Rob Zombie. E eu estava fazendo uma entrevista com a MTV e falando sobre música e blá blá blá, e muito fora do prumo, eu disse: 'Falando como um homem gay no metal ... ', blá, blá, blá. Bem, o cara soltou o clipe, o produtor, porque era uma grande notícia na época. Refletindo um pouco, será que diria aquilo enquanto eu estava no Judas? O lance sobre os gays é que, até sairmos do armário, sempre protegemos outras pessoas [da banda, por exemplo sic]: "Não posso fazer isso, porque vai doer mais ou menos. Estamos tentando viver a vida de outras pessoas", e essa é a pior coisa que você pode fazer. Você precisa aprender a se amar e viver sua própria vida. Depois, você pode sair pelo mundo e tentar entender todo o resto." Ele lembrou que logo após a entrevista, ele começou a temer reações negativas, mas foi rapidamente inundado com mensagens de apoio de seus colegas e fãs.
Halford diz que a sociedade não mudou tanto quanto ele esperava desde o anúncio: "Você pensa que haveria algum tipo de mudança e as pessoas seguiriam em frente depois de tanto tempo. Agora que estou passando pela minha aposentadoria por tempo de serviço no heavy metal (risos), eu pensei que muito disso já teria acabado agora. E é uma pena. Todos nós realmente não passamos muito tempo juntos neste planeta, então não há sentido desperdiçar nosso tempo divididos".

## Discografia
| - Rocka Rolla (1974) - Sad Wings of Destiny (1976) - Sin After Sin (1977) - Stained Class (1978) - Killing Machine (1978) - Unleashed in the East (Vivo, 1979) - British Steel (1980) - Point of Entry (1981) - Screaming for Vengeance (1982) - Defenders of the Faith (1984) - Turbo (1986) - Priest...Live! (Live - 1987) - Ram It Down (1988) - Painkiller (1990) - Metal Works (compilação, 1993) - Angel of Retribution (2005) - Nostradamus (2008) - A Touch of Evil: Live (Ao Vivo, 2009) - Redeemer of Souls (2014) - Firepower (2018) | - War of Words (1993) - Mutations (EP - 1994) - A Small Deadly Space (1994) - Voyeurs (1998) - Resurrection (2000) - Live Insurrection (Live - 2001) - Crucible (2003) - Wintersongs (2009) - Live In Anaheim - Original Soundtrack (Live - 2010) - Halford IV - Made Of Metal (2010) |